# Helisonte
Helisonte (en griego antiguo: Ἑλισσών/Ἑλισσῶν, romanizado: Helissōn, también en griego antiguo: Ἑλισσσοῦς, romanizado: Helissūs) fue una polis (ciudad) de Arcadia  en el distrito de Menalia (latín Maenalia), en el monte Ménalo (latín Maenalus), cerca del territorio de Mantinea. 

## Geografía
Se desconoce su ubicación exacta, pero se sitúa cerca de la población de Alonítsena, en el actual municipio de Trípoli. Leake sitúa Helisonte en la actual Alonítsena, nombre que hoy también lleva el antiguo río Helisonte, pero no se conservan restos antiguos en la ciudad; también se ha sugerido su emplazamiento más al sur, cerca de Piana.
Se calcula que el área bajo el control de la ciudad-Estado de Helisonte no llegaba a los 100 km2.
El río Helisonte nacía cerca de la ciudad y pasaba por esta para desaguar después en el río Alfeo.
Pausanias situaba cerca de la ciudad un templo de Poseidón Epoptes, con una imagen de la que, en su tiempo, solo quedaba la cabeza.

## Historia
Se cree que Helisonte formó parte de la Liga del Peloponeso y luego de la Liga Arcadia a través del Estado tribal de Ménalo.
La ciudad fue ocupada por los lacedemonios en el 352 a. C., pero ya la mayoría de los habitantes se habían trasladado a la nueva ciudad de Megalópolis fundada en el 371 a. C.
Helisonte firmó una especie de tratado de sympoliteia con Mantinea hacia el 300 a. C. Esto la convirtió en parte de Mantinea, aunque conservó su estatus de polis. Al mismo tiempo, se convirtió en una democracia al igual que Mantinea.